# Cheilosia mixta
Cheilosia mixta är en tvåvingeart som först beskrevs av Becker 1894.  Cheilosia mixta ingår i släktet örtblomflugor, och familjen blomflugor.
Artens utbredningsområde är Tyskland. Inga underarter finns listade i Catalogue of Life.